# Epharmottomena tenera
Epharmottomena tenera là một loài bướm đêm trong họ Noctuidae.